# N-ai fost acolo
N-ai fost acolo este un film românesc din 2014 regizat de Ioana Agatha Păltinel. Rolurile principale au fost interpretate de actorii Dorel Vișan, Richard Bovnoczki.

## Distribuție
Distribuția filmului este alcătuită din:
- Ovidje Brostean — Cameraman
- Alma-Nicole Boiangiu — Reporterița
- Richard Bovnoczki — Fiul
- Dorel Vișan — Costache Ionescu